# Skřivany
Skřivany (deutsch Skriwan) ist eine Gemeinde in Tschechien. Sie liegt drei Kilometer nördlich von Nový Bydžov und gehört zum Okres Hradec Králové.

## Geographie
Skřivany befindet sich rechtsseitig der Mündung der Javorka in die Cidlina auf der Ostböhmischen Tafel. Westlich des Ortes verläuft die Bahnstrecke Velký Osek–Trutnov.
Nachbarorte sind Červeněves und Stihňov im Norden, Podoliby und Chmelovice im Nordosten, Králíky im Osten, Prasek im Südosten, Sloupno und Nový Bydžov im Süden, Stará Skřeněř und Starý Bydžov im Südwesten, Křičov im Westen sowie Smidarská Lhota im Nordwesten.

## Geschichte
Die erste urkundliche Erwähnung von Skřivany erfolgte im Jahre 1360 als Sitz der Vladiken von Křivany. Nach Ansicht des Historikers Josef Vítězslav Šimák soll Skřivany mit der Chronica Boemorum genannten Brücke pontes Criuci an der Cidlina identisch sein. 1562 erwarben die Grafen von Sommerfeld die Herrschaft. Von ihnen erwarb 1628 Albrecht von Waldstein die Feste und das zugehörige Dorf. Um 1720 erfolgte der Umbau der Feste zu einem Barockschloss und 1720 wurde die Schlosskapelle Mariä Himmelfahrt geweiht. Dieser wurde später als Kapelle der Familie des Herrn öffentlich zugänglich gemacht und 1842 der hl. Anna geweiht. Zu Beginn des 19. Jahrhunderts gehörte die Herrschaft der Familie Ledvinka. Zwischen 1822 und 1829 wirkte František Ladislav Čelakovský als Erzieher der Kinder von Maximilian Ledvinka von Adlerstein auf Skřivany.
Nach der Aufhebung der Patrimonialherrschaften bildete Skřivany ab 1850 eine Gemeinde im Bezirk Nový Bydžov. Gustav Ledvinka ließ 1862 anstelle des Speichers neben dem Schloss eine Zuckerfabrik erbauen. Zwischen 1867 und 1868 ließ er das barocke Schloss im neogotischen Windsorstil umgestalten. Im Jahre 1870 nahm die Lokalbahn Groß Wossek – Wostromer den Verkehr auf.
1872 kaufte Adolf Ritter von Záhony das Schloss. Am 8. April 1882 brannte die Zuckerfabrik ab. Záhony ließ an ihrer Stelle eine Zuckerraffinerie errichten. Ab 1889 gehörten die Güter der Familie Liebieg. Im Jahre 1910 hatte Skřivany 1.200 Einwohner. Die Zuckerraffinerie stellte während des Zweiten Weltkrieges ihre Produktion ein und wurde zu einer Fabrik für Militärtechnik umgerüstet. 1948 wurde sie verstaatlicht. Seit 1961 gehört die Gemeinde Skřivany zum Okres Hradec Králové. 1977 nahm in der Fabrik das Maschinenbauunternehmen Strojobal die Produktion auf. Zwischen 1989 und 1990 war Skřivany nach Nový Bydžov eingemeindet.

## Gemeindegliederung
Für die Gemeinde Skřivany sind keine Ortsteile ausgewiesen. Zu Skřivany gehört die Ansiedlung Stihňov (Stinhof).

## Sehenswürdigkeiten

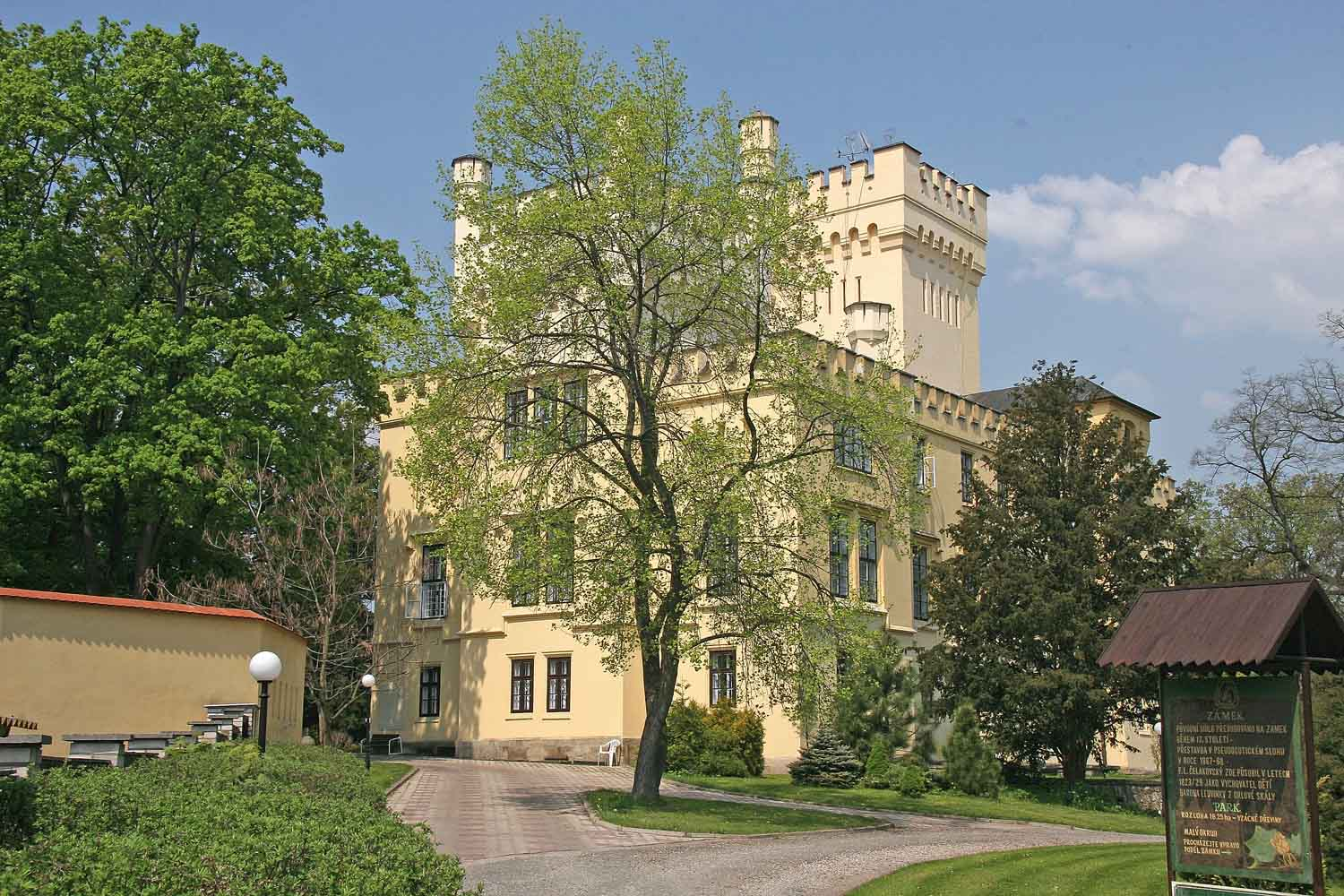
Schloss Skřivany

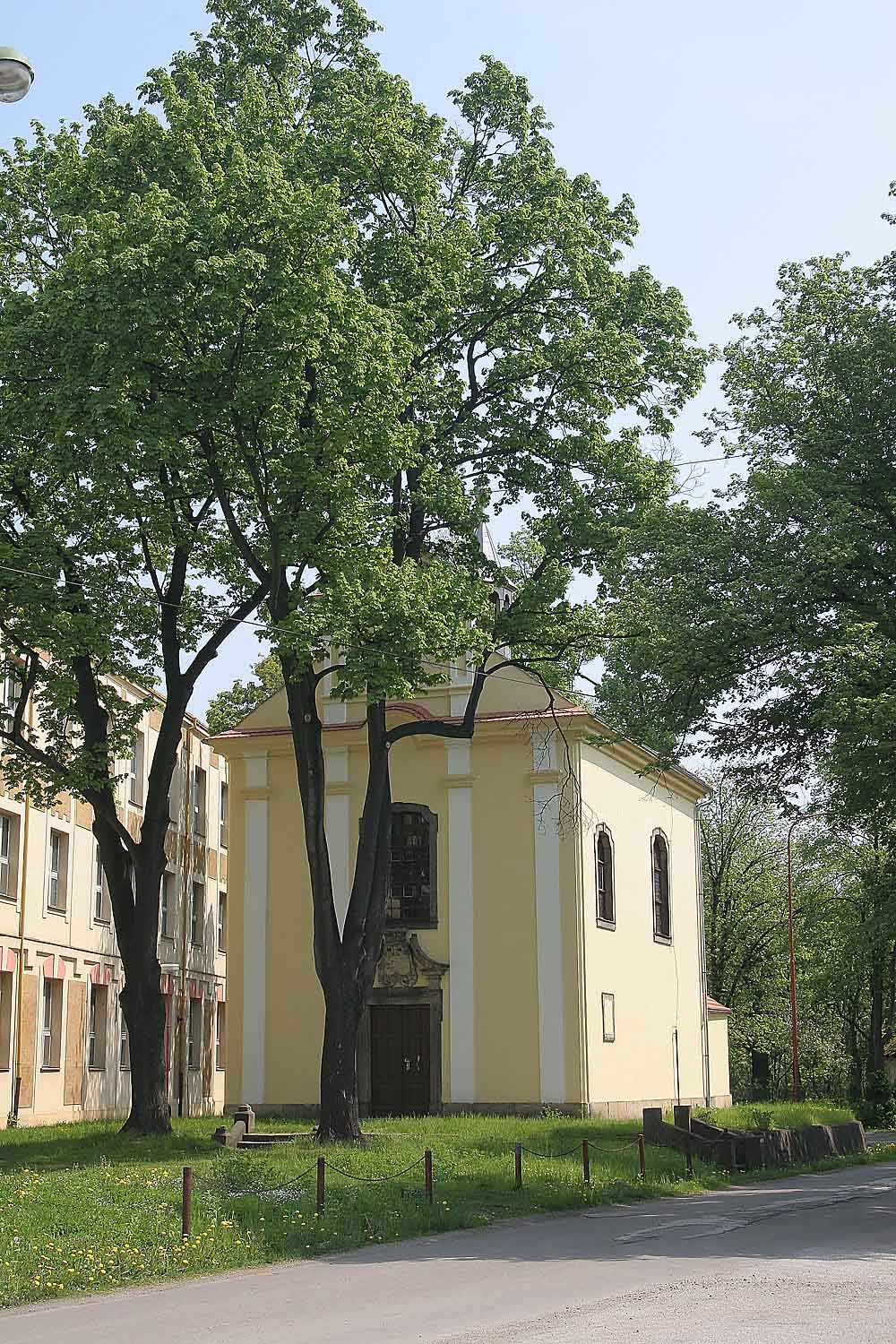
Kirche der hl. Anna

- Schloss Skřivany, neogotischer Bau im Windsorstil, errichtet 1867–1868 nach Plänen von Josef Niklas
- Kirche der hl. Anna, ehemalige Schlosskapelle
- hölzerner Glockenturm aus dem Jahre 1695
- Fabrikgebäude der Firma Impress aus der Gründerzeit

## Söhne und Töchter der Gemeinde
- Václav Vojtěch (1901–1932), tschechischer Polarforscher